# Пам'ятники Кропивницького
Ця стаття є переліком монументів та пам'ятників сучасного Кропивницького з різних епох та присвячених різним особам та подіям.

## Коротко про кропивницькі пам'ятники
Значним зосередженням пам'ятників і пам'ятних знаків у місті Кропивницькому є т. зв. Вали (місце розташування Єлисаветинської фортеці) — тут міститься Меморіал Слави, низка інших монументів і знаків, присвячених подіям і персоналіям Другої світової війни, пам'ятний знак Голодомору, пам'ятний хрест першому православному храму міста.
У Кропивницькому гідно в монументальній формі вшановано персоналії, чиї життя і творчість пов'язані з містом, — М. Л. Кропивницького, В. І. Григоровича, братів-англійців Ельворті.
У розкішного монумента «Янгол-охоронець України», встановленого на площі Незалежності до 250-річчя міста (2004), є всі шанси стати новітнім символом міста.
У 2-й половині 2000-х років у Кропивницькому з подачі місцевих ЗМІ замислились над оригінальною міською «візитівкою»-пам'ятником (слідом за численними українськими містами, що увічнили в скульптурі якийсь предмет, продукт чи страву, овоч і/або тварину, що так чи інакше прославила місто чи містечко). За ідеями, висунутими місцевими журналістами, такими б скульптурами-символами Кропивницького могли б стати пам'ятник друкарській машинці, масовим виробництвом яких під ТМ «Ятрань» (завод «Друкмаш») колись славилось місто, або ж ковбаса, яку в місті та поруч з ним виробляють кілька заводчиків та птахокомбінат під тим же брендом «Ятрань», однак наразі це лише порожні пропозиції.
Найбільш недавніми в Кропивницькому є пам'ятники видатному міському голові Єлисаветграда Олександрові Пашутіну, урочисто відкритий під час святкування Дня міста-2009 19 вересня 2009 року, та пам'ятник видатному громадському і політичному діячеві часів УНР, письменнику і політологу Володимиру Винниченку, який відкрили на День міста—2010 18 вересня 2010 року.

## Перелік пам'ятників
| Назва | Рік встановлення | Розташування                                                                                           | Фото | Короткі відомості |
| Вересоцькому Петрові                                                                                                | 2006             | |      | Гранітний пам'ятний знак бойовому льотчику, який в 1942 році, перебуваючи в німецькому полоні, на кропивницькому аеродромі захопив нацистський винищувач і обстріляв бензосховище, було встановлено в обласному центрі ще до 50-річчя Перемоги (1995). А на 61-у річницю Дня Перемоги (2006) за ініціативою регіонального комітету з увічнення пам'яті визволителів встановлено пам'ятник льотчику Петру Вересоцькому.                                                                          |
| Визволителям Кіровограда                                                                                            |                  | |      | |
| Винниченку Володимирові                                                                                             | 2010             | між корпусами Центральноукраїнського державного педагогічного університету імені Володимира Винниченка |      | Пам'ятник видатному громадському і політичному діячеві часів УНР, письменнику і політологу Володимирові Винниченку (перший у світі) відкрили урочисто на День міста—2010 18 вересня 2010 року. Автор пам'ятника — молодий львівський скульптор Володимир Цісарик і кропивницький архітектор Віталій Кривенко. |
| Воїнам-інтернаціоналістам (всіх поколінь Кіровоградщини)                                                            | 1995             | у сквері Молодіжний на набережній Інгулу між вулицями Великою Перспективною і Пашутинською             |      | Багатофігурний монументальний пам'ятник Воїнам-інтернаціоналістам всіх поколінь Кіровоградщини був встановлений 1995 року. Автори — архітектори О. Смуріков, А. Оболенський; скульптори І. Банін, О. Реблін. |
| Воїнам-спортсменам, що віддали життя за Батьківщину, пам'ятний знак                                                 |                  | на території спорткомплексу «Зірка»                                                                    |      | |
| Героїв-червонозорянців, меморіал / робітникам заводу «Червона зірка», які загинули на фронтах Другої світової війни | 1974             | на розі вулиць Євгена Чикаленка і Шевченка                                                             |      | Споруджено 1974 року. Автори — скульптор А. Ю. Мацієвський, архітектор А. Л. Губенко. |
| Григоровичу Вікторові                                                                                               | 1969             | перед Машинобудівним коледжем Центральноукраїнського національного технічного університету             |      | Пам'ятник визначному українському вченому Вікторові Григоровичу — один з найстаріших у місті. Його автор — відомий скульптор Борис Едуарс виготовив погруддя у 1892 році. |
| Ельворті братам | 2004             | поруч з приміщенням музею ВАТ «Ельворті» (вул. Ельворті, 1)                                            |      | Пам'ятник англійським підприємцям братам Роберту і Томасу Ельворті, засновникам заводу «Ельворті», відкрито на честь 130-річчя від заснування підприємства (1874). Автори — скульптор М. О. Олійник і архітектор В. Є. Кривенко. |
| Євреям — жертвам фашизму                                                                                            |                  | у сквері на вул. Євгена Тельнова                                                                       |      | |
| Єгорову Олексієві                                                                                                   |                  | на території Меморіалу Слави на вулиці Ушакова                                                         |      | |
| «Українцям — жертвам комуністичного геноциду — Голодомору 1932—1933 років», пам'ятний знак                          |                  | на вул. Ушакова                                                                                        |      | Встановлено у 2016 |
| Жертвам Голокосту, пам'ятний знак                                                                                   |                  | на вулиці Віктора Чміленка                                                                             |      | |
| Жертвам фашистської окупації                                                                                        |                  | |      | |
| Жертвам Чорнобиля                                                                                                   |                  | на вулиці Великій Перспективній на березі р. Інгул                                                     |      | |
| Кропивницькому Маркові                                                                                              | 1969             | на Театральній площі                                                                                   |      | Встановлено 1969 року. Автори — скульптор Е. Кунцевич та архітектор Ю. Кисличенко. |
| Льотчика, фігура |                  | перед Державною льотною академією України                                                              |      | |
| Могила невідомого солдата, стела                                                                                    |                  | на території Меморіалу Слави на вулиці Ушакова                                                         |      | |
| Невідомому радянському воїнові                                                                                      | 1956             | на вулиці Шевченка                                                                                     |      | Пам'ятник Невідомому радянському воїнові встановлено 1956 року. |
| Партизанам, які боролися за встановлення радянської влади, пам'ятний знак                                           | 1969             | у Ковалівському парку з боку обласної філармонії                                                       |      | Встановлено 1969 року на відзначення 50-ліття страти на цьому місці денікінцями командира і членів партизанського загону. |
| Пашутіну Олександрові                                                                                               | 2009             | перед будівлею Кіровоградської міської ради                                                            |      | Пам'ятник видатному міському голові Єлисаветграда О. М. Пашутіну урочисто (в урочистостях взяли участь представники влади, в тому числі чинний мер Кіровограда Володимир Пузаков, церковники, широка міська громадськість) відкрили 19 вересня 2009 року (під час святкування Дня міста-2009). Являє собою статую О. М. Пашутіна, що тримається за стілець — за задумом авторів проекту архітектора Віталія Кривенка та скульптора Любомира Яремчука це символізує спадкоємність міської влади. |
| Першому трамваю міста Єлисаветграда, пам'ятний знак                                                                 |                  | вул. Дворцова                                                                                          |      | |
| Пирогову Миколі |                  | вул. Ушакова                                                                                           |      | |
| Слави, меморіал |                  | у сквері на вулиці Ушакова                                                                             |      | Фігура Скорботної Мати є центральною на території Меморіалу. |
| Хмельницькому Богданові                                                                                             | 1995             | посередині площі Богдана Хмельницького                                                                 |      | Пам'ятник українському гетьманові Богданові Хмельницькому було встановлено 1995 року. Автори — скульптори А. Гончарук, О. Гончар, М. Вронський (†), архітектор А. Губенко. |
| Шевченкові Тарасу                                                                                                   | 1982             | перед будівлею Кіровоградської обласної бібліотеки для дітей ім. Т. Г. Шевченка (вул. Шевченка, 5/22). |      | Пам'ятник великому українському поетові Тарасові Шевченку було встановлено 1982 року. Автори — скульптори М. К. Вронський і А. Гончар та архітектор А. Губенко. |
| «Янгол-охоронець України» / на честь 2000-ліття Різдва Христового                                                   | 2004             | у центрі площі Незалежності                                                                            |      | Високу стелу з фігурою янгола нагорі встановлено в центрі площі Незалежності у 2004 році — до 250-річчя міста Єлисаветграда-Кіровограда. Ідея монумента — Василь Мухін, автори втілення проекту — скульптор Анатолій Гончар та архітектор Віталій Кривенко. По периметру фундаменту колони напис «Храни, Боже Україну». |
| на відзнаку 2000-ліття Різдва Христового, пам'ятний знак                                                            | 1999             | на території Спасо-Преображенського собору                                                             |      | Споруджено 1999 року |
| на честь визволення міста від фашистських окупантів, пам'ятний знак                                                 | 1969             | на вулиці Шевченка (перед буд. № 3)                                                                    |      | Пам'ятний знак установлено на честь вигнання нацистських окупантів з міста 8 січня 1944 року в результаті Кіровоградської наступальної операції в 1969 році. Являє собою стелу на постаменті (автор — архітектор Л. Растригін) та гармату часів ІІ Світової на постаменті. |
| на честь першого міського православного храму, пам'ятний хрест                                                      |                  | на вулиці Ушакова біля Єлизаветинської фортеці                                                         |      | На дошці напис: «На цьому місці з 1755 по 1813 рр. знаходися перший міський православний храм в ім'я Святої Живоначальної Трійці» |

## Колишні пам'ятники
| Назва                                                   | Дата встановлення | Дата знесення       | Розташування | Фото | Короткі відомості |
| Леніну                                                  | 1926              | 22 лютого 2014      | у Ковалівському парку |      | Скульптор Матвій Манізер, архітектор С. Чернишов. |
| Сергію Кірову                                           | 1936              | 23 лютого 2014 року | на центральній площі міста Героїв Майдану                                                                                  |      | Скульптор Матвій Манізер, архітектор В. Вітман. Після демонтування, постамент було перетворено на імпровізований пам'ятник Небесній сотні.                                                                                           |
| Стела на честь 100-річчя Леніна                         | 1970              | 2016-2017           | перед входом до Центрального скверу                                                                                        |      | Пам'ятний знак установлено на честь 100-річчя від дня народження вождя російського і радянського комунізму Володимира Леніна в 1970 році                                                                                             |
| Пушкіна Олександра                                      | 1980              | 2022                | перед будівлею Центральноукраїнського державного педагогічного університету імені Володимира Винниченка (вул. Шевченка, 1) |      | Пам'ятник — бронзове погруддя на невеликому гранітному постаменті поетові-класику російської літератури О. С. Пушкіну було відкрито 28 червня 1980 року. Автори пам'ятника — скульптор А. Є. Мацієвський і архітектор А. Л. Губенко. |
| Героям, що боролися за владу Рад (1918—1921, 1941—1945) |                   | 14 жовтня 2022      | на вулиці Соборній |      | |
| Героям-комсомольцям                                     |                   | 2022                | |      | |

## Виноски
1. ↑  Андрєєв Анатолій Друкарська машинка чи ковбаса… [Архівовано 8 червня 2012 у Wayback Machine.] // повідомл. за 29 березня 2009 року на www.h.ua (ХайВей, ресурс народної журналістики) [Архівовано 17 червня 2010 у Wayback Machine.]
2. ↑  У Кіровограді відкрито пам'ятник льотчику Великої Вітчизняної війни Петру Вересоцькому [Архівовано 16 листопада 2010 у Wayback Machine.] // повідомлення за 6 травня 2006 року Національна Телерадіокомпанія • Українське радіо [Архівовано 7 липня 2009 у Wayback Machine.]
3. ↑  Урочисто відкрили перший в Україні пам'ятник Винниченку [Архівовано 19 вересня 2010 у Wayback Machine.] // повідомл. за 18 вересня 2010 року від УНІАН
4. 1 2 3 4  Список пам'яток археології, історії та монументального мистецтва [Архівовано 1 червня 2011 у Wayback Machine.] на Офіційний сайт Кіровоградської міської ради [Архівовано 15 грудня 2013 у Wayback Machine.]
5. ↑  Українська радянська енциклопедія : у 12 т. / гол. ред. М. П. Бажан ; редкол.: О. К. Антонов та ін. — 2-ге вид. — К. : Головна редакція УРЕ, 1980. — Т. 5 : Кантата — Кулики. — 566, [2] с., [24] арк. іл. : іл., портр., карти + 1 арк с., стор. 208
6. ↑  Едуардс Борис Васильович // Митці України : Енциклопедичний довідник. / упоряд. : М. Г. Лабінський, В. С. Мурза ; за ред. А. В. Кудрицького. — Київ : «Українська енциклопедія» імені М. П. Бажана, 1992. — С. 848 с. . — ISBN 5-88500-042-5. — с. 234
7. ↑  Про Віталія Єфремовича Кривенка на who-is-who.com.ua. Архів оригіналу за 29 травня 2008. Процитовано 30 жовтня 2009.
8. 1 2 3  Кіровоград // Українська радянська енциклопедія : у 12 т. / гол. ред. М. П. Бажан ; редкол.: О. К. Антонов та ін. — 2-ге вид. — К. : Головна редакція УРЕ, 1980. — Т. 5 : Кантата — Кулики. — 566, [2] с., [24] арк. іл. : іл., портр., карти + 1 арк с., стор. 203
9. ↑  Кувакіна Дарина У Кіровограді відкрили пам'ятник Олександру Пашутіну[недоступне посилання з жовтня 2019] // газ. «2000» за 21 вересня 2009 року (рос.)
10. ↑  Оновлена площа перед міськвиконкомом практично готова до урочистого відкриття [Архівовано 15 травня 2010 у Wayback Machine.] // канал «Кіровоград» за 28 серпня 2009 року
11. ↑  У Кіровограді у День міста відкрили пам'ятник Пашутіну (ФОТОрепортаж) [Архівовано 24 вересня 2009 у Wayback Machine.] на kirovograd.proua.com («Весь Кіровоград в одному порталі») [Архівовано 2 листопада 2009 у Wayback Machine.]
12. ↑  Матівос Ю. М. Вулицями рідного міста, Кіровоград: ТОВ «Імекс-ЛТД», стор. 90
13. ↑  Головну площу Кіровограда перейменували у Героїв Майдану. Архів оригіналу за 15 жовтня 2014. Процитовано 11 жовтня 2014.
14. ↑  Архівована копія. Архів оригіналу за 11 вересня 2021. Процитовано 11 вересня 2021.{{cite web}}:  Обслуговування CS1: Сторінки з текстом «archived copy» як значення параметру title (посилання)
15. ↑  Анотований каталог пам'ятників О. С. Пушкіну в світі [Архівовано 2012-07-25 у Wayback Machine.] на Фундаментальна електронна бібліотека «Російська література і фольклор» [Архівовано 30 квітня 2011 у Wayback Machine.] (рос.)
16. ↑  Декомунізація у Кропивницькому: на один радянський пам’ятник стало менше (ФОТО, ВІДЕО)